# 佐賀県立鳥栖工業高等学校
佐賀県立鳥栖工業高等学校（さがけんりつ とすこうぎょうこうとうがっこう）は、佐賀県鳥栖市元町に所在する県立工業高等学校である。

## 概要
歴史
1939年（昭和14年）創立の「佐賀県立鳥栖工業学校」（実業学校）を前身とする。1948年（昭和23年）の学制改革により新制高等学校となった。1952年（昭和27年）には定時制課程が設置され、以来現在にいたるまで全日制と定時制の2課程体制となっている。2014年（平成26年）には創立75周年を迎えた。
設置課程・学科
- 全日制課程 5学科
  - 機械科
  - 電気科
  - 電子機械科
  - 土木科
  - 建築科
- 定時制課程 3学科
  - 普通科
  - 機械科
  - 電気科

校章
中央に「工高」の文字（縦書き）を置いている。その周りを囲むようにスが１０個あり、スが１０（とう）でトスの語呂だと思われる
校歌
1948年（昭和23年）に制定。作詞は中島哀浪、作曲は長谷川良夫による。歌詞は3番まである。

## 沿革
- 1939年（昭和14年）
  - 3月27日 - 佐賀県立鳥栖工業学校の設置が認可される[1]。
  - 4月 - 機械科、電気科、土木科の募集を開始。
  - 4月19日 - 鳥栖尋常小学校で第1回入学式挙行。以来、創立記念日となる。
- 1940年（昭和15年）3月 - 校旗を制定。
- 1943年（昭和18年）4月 - 戦時特例・中等学校令により修業年限が5年から4年となる。
- 1944年（昭和19年）4月 - 土木科を廃止し[2]。、機械科と電気科を増設。
- 1946年（昭和21年）4月 - 終戦により修業年限が5年に戻り、土木科が復活する。
- 1948年（昭和23年）
  - 4月 - 学制改革により、旧制工業学校が廃止され、新制高等学校「佐賀県立鳥栖工業高校」が発足。
  - 10月 - 校歌を制定。
- 1952年（昭和27年）4月 -  定時制課程（機械科・電気科）を設置。
- 1953年（昭和28年）4月 - 全日制課程に工業化学科を設置。
- 1964年（昭和39年）4月 - 全日制課程に建築科を設置。
- 1986年（昭和63年）4月 - 全日制課程に電子機械科を設置。
- 1999年（平成11年）4月 - 定時制課程において完全単位制と2学期制を導入。
- 2005年（平成17年）4月 - 工業化学科の募集を停止。
- 2007年（平成19年）3月 - 工業化学科を廃止。
- 2011年（平成23年）4月 - 鳥栖高校定時制との再編統合に伴い、定時制課程に普通科を設置。
- 2023年（令和5年）7月 - 硬式野球部が第105回全国高等学校野球選手権大会佐賀県大会で優勝し、春夏通じて初の全国大会出場[3]

## 行事
- 毎年創立記念日である4月19日は創立記念登山ということで九千部山を登っている。
- H21年から全2年生はインターンシップ（職業体験）をする事になった。

## 校則
- 「眉そり禁止」「頭髪は刈り上げ」等の校則があり、中間・期末考査期間中に検査が行われている。
- アルバイトも禁止されている。
- 過去バイクによる死亡事故があったため、バイク免許所得に関する校則は特に厳しい。

## 著名な出身者
- 緒方克陽 - 衆議院議員（佐賀県全県区・3期）
- 佐々木精一郎 - 1968年メキシコ五輪マラソン日本代表
- 原貢 - アマチュア野球指導者
- 久保山誠 - 元プロ野球選手（西鉄ライオンズ、阪急ブレーブスに在籍）
- 城野勝博 - 元プロ野球選手（広島カープ、南海ホークスに在籍）
- 三浦恭資 - 自転車選手、ソウル・アトランタ五輪代表
- オラキオ（元弾丸ジャッキー） - お笑い芸人
- 飛松誠 - 陸上競技選手
- 小西祐也 - 陸上競技選手
- 天野健志 - 起業家、投資家。Will合同会社代表
- 坂本佳太 - 陸上競技選手
- 古賀淳紫 - 陸上競技選手
- 堤喬也- プロサッカー選手
- 古賀貴大- プロサッカー選手 - アルビレックス新潟シンガポール
- 小野正之助 - レスリング選手